# Сражение под Понарами
Сражение под Понарами — сражение между русской армией и армией польских повстанцев в ходе подавления Польского восстания 1830 года, которая состоялось 19 июня 1831 года близ деревни Понары вблизи Вильно.

## Предыстория
После поражения при Остроленке поляками было принято решение основную часть армии отвести к Варшаве, а генералу Гелгуду дано было приказание идти в Литву для поддержки тамошних повстанцев.
Отряд Гелгуда (до 12000 человек) прошёл в Литву, и силы его по соединении с генералом Хлаповским и отрядами повстанцев возросли почти вдвое. Остен-Сакен отступил к Вильно, где численность русских войск по прибытии подкреплений также дошла до 24 тысяч человек.

## Сражение
Под давлением энергичного военачальника Дезидерия Хлаповского генерал Антоний Гелгуд принял марш на Вильно, однако двигался так медленно, что русские сумели собрать значительные силы и подготовить оборонительные позиции на Понарских высотах к западу от города. Этот район был местом, где сходились дороги, ведущие в Вильно из Гродно, Ковно и Тракая. Там и произошла битва между польскими войсками и российской армией. Российские войска с легкостью отбили нападение польских отрядов, которые потеряли до 2000 солдат, в то время как русские только примерно 364.
Гелгуд преследуемый частями русской резервной армии, ушёл в прусские пределы. Из всех польских войск, вторгшихся в Литву, один лишь отряд Дембинского (3800 человек) сумел возвратиться в Польшу. С отрядом генерала Хлаповского генерал Гелгуд прибыл к прусской границе и 1 июля перешел её; но тут же был застрелен поручиком Скульским, подозревавшим его в измене.